# Molina (udde)
Molina är en udde i Antarktis. Den ligger i Västantarktis. Argentina, Chile och Storbritannien gör anspråk på området.
Terrängen inåt land är kuperad åt sydost, men västerut är den platt. Havet är nära Molina åt nordväst. Trakten är obefolkad. Det finns inga samhällen i närheten. 